# Stefano Tedeschi
Stefano Tedeschi (Monterenzio, 14 novembre 1953) è un ex arbitro di calcio italiano.

## Biografia
Iniziò la sua attività arbitrale nel 1970 presso il C.R.A, del Comitato Regionale Emiliano, sino a giungere in Serie C, dove terminò la sua carriera nel 1987. Appartenne alla sezione Associazione Italiana Arbitri (AIA) di Bologna.
Nel 1987 è diventato vicepresidente del comitato regionale arbitri dell'Emilia-Romagna, un anno dopo (nel 1988) è stato nominato presidente rimanendo in carica fino al 1992, quando è diventato vicepresidente dell'AIA, carica che ha ricoperto fino al 1997, rivestendo la duplice veste di commissario della Can C nella stagione 1993-1994. Nello stesso periodo è stato anche responsabile de L'arbitro, la rivista ufficiale dell'AIA.
Candidatosi nel 2000 alla presidenza dell'AIA in contrapposizione a Tullio Lanese, ritira la propria candidatura pochi giorni prima delle votazioni
In seguito allo scandalo di calciopoli scoppiato nel maggio 2006, il commissario straordinario dell'AIA Luigi Agnolin ha sostituito Maurizio Mattei con Stefano Tedeschi nel ruolo di designatore unico della Can A e B, ruolo che l'ex arbitro emiliano ha lasciato il 23 dicembre dopo appena 4 mesi a causa delle polemiche sull'efficienza della nuova classe arbitrale.
Nel febbraio 2009 si candida con la squadra capeggiata da Matteo Apricena in vista delle elezioni per la presidenza AIA del marzo successivo.
Dal 2001 al 2012 è stato presidente della squadra di pallacanestro Castiglione Murri di Bologna che milita nel campionato DNC. Il 21 ottobre 2012 viene eletto presidente del comitato regionale dell'Emilia-Romagna della Federazione Italiana Pallacanestro. Il 28 Luglio 2023 diventa ufficialmente proprietario e presidente della Fortitudo Pallacanestro Bologna dopo una lunga trattativa con l'ex proprietario Gianluca Muratori.